# Phymatidium vogelii
Phymatidium vogelii är en orkidéart som beskrevs av Guido Frederico João Pabst. Phymatidium vogelii ingår i släktet Phymatidium och familjen orkidéer. Inga underarter finns listade i Catalogue of Life.